# 金枝 (絵画)
『金枝』（きんし、英語: The Golden Bough）は、1834年にイギリスの画家J・M・W・ターナーによって描かれた油彩の絵画である。
ウェルギリウスの『アエネーイス』で伝えられる「金枝」の挿話が描かれている。テート・ギャラリー所蔵。

## 製作背景
ジョン・ラスキンによれば、『金枝』は1823年にターナーが製作したギリシャ神話のアポローンとその巫女であるクーマエのシビュラが描かれた『バイアエ湾』(英語: The Bay of Baiae)との連作である。
居駒永幸によれば、ターナーはクロード・ロランが描いた『アエネーアス』に影響され、アエネーイスを描いたとする。1814年にはアエネーアスとシビュラが写実的に描かれた『アウェルヌス湖 - アエネーアスとクマエのシビラ』を製作するなど、『金枝』以前よりアエネーイスをモチーフとした連作を作製していた。また、ターナーは1819年にイタリアを訪れた際、ネミ湖へと足を運んだことをきっかけとして、1828年には再訪し『ネミ湖』を作製した（こののちにはこの「ネミ湖」は連作となる）。『金枝』で描かれる湖はこの『ネミ湖』で描かれた不鮮明な描写に近く『金枝』は「ネミ湖」と「アエネーイス」の連作が合流した作風となっている。

## 解説
大樹が、黄金の枝を持ち、

谷に育ち、木立に囲まれ、

そしてステュクスの女王のために聖別されている。

女王の地の国は、定命のものに見ることは出来ぬ。

その枝から咲く黄金を取り去らね限り。

偉大な女王は、その供物だけを求める。

そしてその輝ける奇跡を我が物にしようとするのだ。
—クリストファー・ピット訳、『アエネイス』6.197-203
この絵画には古代ローマの詩人ウェルギリウスによって書かれた『アエネーイス』第6巻の挿話が描かれている。ターナーは作品制作にあたり、イギリスの詩人クリストファー・ピットによる翻訳を用いた 。挿話では、英雄アエネーアースは亡父に会うために冥府に降りるようとする際、クーマエのシビュラに、冥府に入るには聖所で「金枝」を手に入れ冥府の女王プロセルピナへと捧げなければならないと告げられる。
この絵画では冥府への入口のあるアウェルヌス湖周辺が描かれている。背景中央より右奥には山に囲まれたアウェルヌス湖があり、その手前には6人の踊る女が描かれる。前景左側にはシビュラが描かれ、その右手には丸刃の鎌をもち左手では「金枝」を掲げる。右側には松とその根元に2人の裸婦が横たわる。手前に描かれた蛇は恐ろしい冥府への入口を示唆する。

## 来歴
絵画は美術品収集家ロバート・ヴァーノンによって公に展示されるより前に購入され、1834年にロイヤル・アカデミー・オブ・アーツで展示された。1847年にはロンドン・ナショナル・ギャラリーへと寄贈され、1929年にテート・ギャラリーへと移された 。2020年現在でもテート・ギャラリーで収蔵されているが、展示は行われていない。

## 影響
1890年に発行されたジェームズ・フレイザー『金枝篇』では、この絵画に言及し、その風景を読者に想起させている。口絵にはターナーの絵画が用いられ、冒頭では次のように紹介している。
フレイザーはディアーナ神話を取り上げこの絵に描かれた湖を「小さな森の湖ネミ」へ金枝を掲げる女を「ディアーナ」として読者に印象付けたが、実際のところアエネーイスで語られるこの場面に登場するのは、アウェルヌス湖とシビュラである。